# Гнучкі системи передачі змінного струму
Гнучкі системи передачі змінного струму (ГСПЗС, англ. Flexible alternating current transmission systems, FACTS) — системи, що базуються на силовій електроніці та статичному обладнанні і забезпечують керування одним чи декількома параметрами систем змінного струму. Через довгий розвиток даних систем за кордоном термінологія, що використовується в Україні та СНД, є переважно запозиченою та перекладається виключно для вступів до статей та наукових робіт.

## Передумови появи
Фактично проблема вирішення збільшення обсягів електричної потужності, що передається зводиться до наступних можливих заходів:
- збільшення кількості ЛЕП;
- збільшення рівня напруги;
- компенсація реактивної складової фізичних параметрів.

Перші два заходи в умовах щільної забудови як правило ускладнені, та іноді неможливі технічно. До активного розвитку силової електроніки компенсація реактивних параметрів здійснювалась за допомогою паралельного або послідовного включення батарей статичних компенсаторів (БСК). Їх головним недоліком є покроковість переключення. З появою достатньо надійних тиристорів стало можливим їх використання для плавного регулювання компенсації.
Фактично роботи з даних систем велись паралельно у СРСР та інших країнах. Великий внесок у розробку даних систем у СРСР зробив Перхач В.С.

## Фізичні принципи
Головною ідеєю застосування даних засобів є компенсація індуктивної складової опору ЛЕП засобами поздовжньої компенсації та перетоків реактивної потужності засобами поперечної компенсації. Головним є швидкодійна система керування, тому, окрім систем з застосуванням тиристорів як силового обладнання, до них належать системи на кшталт MSC та MCR.

## Види компенсації

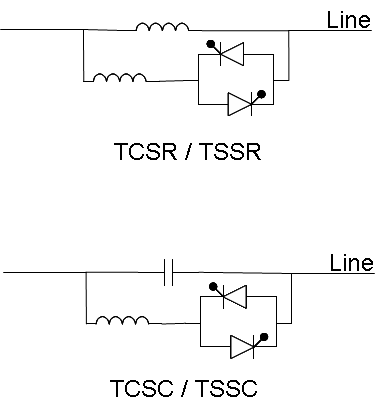
Схематичне зображення пристроїв поздовжньої компесації

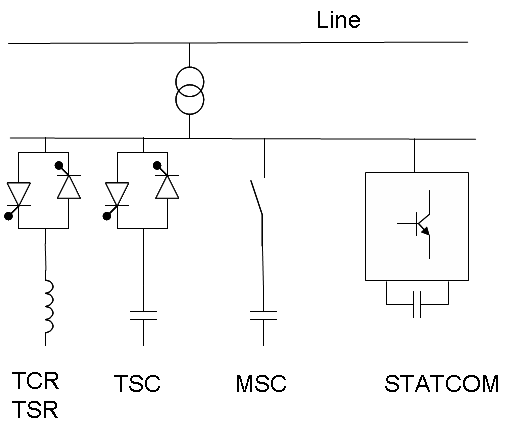
Схематичне зображення пристроїв поперечної компесації

Принципова схема UPFC

Всі системи ГСПЗС розподіляються на дві основні групи — системи поздовжньої та поперечної компенсації в залежності від параметрів, що компенсуються. Також існують комбіновані пристрої, однак через їх вартість та складність у керуванні вони не набули широкого розповсюдження.

### Поздовжня компенсація
- Статична синхронна поздовжня компенсація (англ. Static synchronous series compensator, SSSC) — звичайна класична компенсація з тиристорним керуванням.
- Тиристорно-керована поздовжня компенсація (англ. Thyristor-controlled series capacitor, TCSC) — ряд конденсаторних батарей зашунтованих тиристорно-керованим реактором.
- Тиристорно-керований поздовжній реактор (англ. Thyristor-controlled series reactor, TCSR) — послідовно приєднаний реактор зашунтований тиристорно-керованим реактором.
- Поздовжній конденсатор з тиристорним керуванням (англ. Thyristor-switched series capacitor, TSSC) — ряд конденсаторних батарей зашунтованих реактором з тиристорним керуванням.
- Поздовжні реактор з тиристорним керуванням (англ. Thyristor-switched series reactor (TSSR)) — послідовно приєднаний реактор зашунтований реактором з тиристорним керуванням.

Слід зазначити, що фактично TCSC та TSSC діють за однаковими принципами, як і TCSR з TSSR, однак TSSC та TSSR передбачають ступінчате регулювання реактивним опором. Також є варіанти схем, у яких індуктивність реактора близька до нульової.

### Поперечна компенсація
- Статичний синхронний компенсатор(інші мови) (англ. Static synchronous compensator, STATCOM) — раніше відомий як STATCON. Аналогічні системи вироблялись у СРСР, та не здобули широкого використання. Окремі установки були розроблені у Національному університеті «Львівська політехніка».
- Статичний компенсатор реактивної потужності (англ. Static VAR compensator, SVC). Найбільш поширені наступні типи:

- Тиристорно-керований реактор (англ. Thyristor-controlled reactor, TCR) — реактор послідовно приєднаний до двонаправленого тиристорного вентиля з фазовим керуванням. Еквівалентний реактивний опір постійно змінюється.
- Реактор з тиристорним керуванням (англ. Thyristor-switched reactor, TSR) — аналогічний до тиристорно-керованого реактора, однак тиристори або замкнені, або розімкнуті. Еквівалентний реактивний опір змінюється ступінчато.
- Конденсатор з тиристорним керуванням (англ. Thyristor-switched capacitor, TSC) — конденсатор послідовно приєднаний до двонаправленого тиристорного вентиля. Тиристори або замкнені, або розімкнуті. Еквівалентний реактивний опір змінюється ступінчато.
- Конденсатор з механічним керуванням (англ. Mechanically-switched capacitor, MSC) — конденсатор переключається за допомогою вимикача. Головною метою є компенсування усталених значень реактивної потужності. Як правило, в мережах вмикається небагато разів на день. За функціональністю є аналогом БСК.
- Реактор з механічним керуванням (англ. Mechanically-switched Reactor, MSR) — аналогічно до попереднього реактор переключається за допомогою вимикача. Використовується тільки в мережах з надвисокою напругою (понад 500 кВ), тому є відносно рідкісним.

### Комбіновані пристрої
- Об'єднаний регулятор потокорозподілу потужності (англ. Unified Power Flow Controller, UPFC) — фактично являє собою поєднання STATCOM та SSSC.
- Тиристорно-керований фазорегулюючий трансформатор (англ. Thyristor-Controlled Phase Shifting Transformer, TCPST)
- Регулятор потужності між фазами (англ. Interphase Power Contoller, ІРС).

Головна проблема застосування даних пристрої є складність розрахунку перехідних процесів у випадку аварійних ситуації, що пов'язана з необхідністю враховувати поведінку тиристорів при зміні параметрів електричної енергії.

## Переваги та недоліки
Головною перевагою є можливість збільшення пропускної здатності та покращення якості електричної енергії, що постачається без проведення повномасштабних реконструкції ліній.
Головним недоліком є вартість установок, що для TCSC, яка є однією з найпростіших систем за реалізацією, становить не менше половини вартості нової лінії аналогічної довжини.